# Liste der Briefmarkenausgaben zu den Panamerikanischen Spielen
Die Liste der Briefmarkenausgaben zu den Panamerikanischen Spielen gibt einen Überblick über die zu diesem Anlass erschienenen Briefmarken. Meistens haben die Postverwaltungen der ausrichtenden Länder zu den seit 1951 alle vier Jahre stattfindenden Panamerikanischen Spielen, spanisch Juegos Panamericanos, englisch Pan American Games, Briefmarken herausgegeben. Als Gastländer haben bisher vor allem Kuba (zehnmal), die Dominikanische Republik (achtmal) und Argentinien (viermal) Briefmarken zu den Spielen beigesteuert. Im Jahr 1975 gab auch das nicht teilnehmende Grenada, auch für den zu Grenada gehörenden Teil der Grenadinen auf den Export abzielende Briefmarken zu den Spielen heraus. Die bisher meist bedachten Spiele waren die von 1987 in Indianapolis mit Ausgaben aus neun Ländern.

## 1951 Buenos Aires (Argentinien)
keine Ausgaben

## 1955 Mexiko-Stadt (Mexiko)
| Ausgabeland | Michel-Nr. | Bemerkungen |
| ----------- | ---------- | ----------- |
| Mexiko      | 1045–1047  |             |

## 1959 Chicago (USA)
| Ausgabeland             | Michel-Nr. | Bemerkungen |
| ----------------------- | ---------- | --- |
| USA                     | 759        | |
| Argentinien             | 706–710    | |
| Dominikanische Republik | 696–704    | Die Marken 697–704 waren ursprünglich zu den Olympischen Spielen 1956 erschienen und wurden mit einem Aufdruck versehen, der auch einen Zuschlag beinhaltete. |
| Haiti                   | 580–585    | |
| Panama                  | 559–564    | Auch mit Aufdruck AEREO (Michel-Nr. 654) und mit neuen Wertaufdruck (Michel-Nr. 877)                                                                          |

## 1963 São Paulo (Brasilien)
| Ausgabeland | Michel-Nr. | Bemerkungen |
| ----------- | ---------- | ----------- |
| Brasilien   | 1035       |             |
| Argentinien | 819–821    |             |
| Kuba        | 841/842    |             |

## 1967 Winnipeg (Kanada)
| Ausgabeland | Michel-Nr. | Bemerkungen |
| ----------- | ---------- | ----------- |
| Kanada      | 413        |             |
| Kuba        | 1308–1314  |             |

## 1971 Cali (Kolumbien)
| Ausgabeland | Michel-Nr. | Bemerkungen |
| ----------- | ---------- | ----------- |
| Kolumbien   | 1179/1180  |             |
| Kuba        | 1667–1673  |             |

## 1975 Mexiko-Stadt (Mexiko)
| Ausgabeland             | Michel-Nr.          | Bemerkungen |
| ----------------------- | ------------------- | ----------- |
| Mexiko                  | 1471                |             |
| Brasilien               | 1517                |             |
| Dominikanische Republik | 1108–1111           |             |
| Grenada                 | 701–707, Block 48   |             |
| Grenadinen              | 105–111, Block 14   |             |
| Kuba                    | 2072–2076, Block 46 |             |

## 1979 San Juan (Puerto Rico)
| Ausgabeland             | Michel-Nr. | Bemerkungen                                   |
| ----------------------- | ---------- | --------------------------------------------- |
| Dominikanische Republik | 1232–1234  |                                               |
| El Salvador             | 1286–1288  | Auch mit neuem Wertaufdruck (Michel-Nr. 1348) |

Die für Puerto Rico zuständige Post der USA bedachte die Spiele nicht.

## 1983 Caracas (Venezuela)
| Ausgabeland             | Michel-Nr.           | Bemerkungen |
| ----------------------- | -------------------- | ----------- |
| Venezuela               | 2243–2248, Block 32  |             |
| Argentinien             | 1651/1652            |             |
| Dominikanische Republik | 1394–1396            |             |
| Kuba                    | 2747–2752            |             |
| Nicaragua               | 2400–2406, Block 150 |             |

## 1987 Indianapolis (USA)
| Ausgabeland | Michel-Nr.           | Bemerkungen                                         |
| ----------- | -------------------- | --------------------------------------------------- |
| USA         | 1863                 |                                                     |
| Argentinien | 1893–1895            |                                                     |
| Brasilien   | 2211                 |                                                     |
| El Salvador | 1666–1673            | paarweise zusammenhängend gedruckt                  |
| Kuba        | 3116                 | mit einem Zierfeld zusammenhängend gedruckt         |
| Mexiko      | 2030/2031            |                                                     |
| Nicaragua   | 2807–2813, Block 174 |                                                     |
| Panama      | 1656–1660, Block 126 | Auch mit neuen Wertaufdruck (Michel-Nr. 1752, 1755) |
| Suriname    | 1214–1216            |                                                     |

## 1991 Havanna (Kuba)
| Ausgabeland             | Michel-Nr.                      | Bemerkungen |
| ----------------------- | ------------------------------- | --- |
| Kuba                    | 3342–3351, 3439–3448, 3476–3485 | Die ersten beiden Ausgaben erschienen schon in den Jahren 1989 und 1990.                                                                              |
| Brasilien               | 2404–2406                       | Als Viererblock mit einem Zierfeld gedruckt, die Marken bezogen sich sowohl auf die Panamerikanischen Spiele als auch auf die Olympischen Spiele 1992 |
| Chile                   | 1441/1442                       | senkrecht zusammenhängend gedruckt |
| Dominikanische Republik | 1631–1633                       | |
| Honduras                | 1113–1115, Block 49             | |

## 1995 Mar del Plata (Argentinien)
| Ausgabeland             | Michel-Nr. | Bemerkungen |
| ----------------------- | ---------- | ----------- |
| Argentinien             | 2231–2235  |             |
| Dominikanische Republik | 1733/1734  |             |
| Kuba                    | 3802–3807  |             |

## 1999 Winnipeg (Kanada)
| Ausgabeland             | Michel-Nr. | Bemerkungen              |
| ----------------------- | ---------- | ------------------------ |
| Kanada                  | 1782–1785  | als Viererblock gedruckt |
| Dominikanische Republik | 1950/1951  |                          |
| Kolumbien               | 2124–2135  | Kleinbogen               |
| Kuba                    | 4211–4213  |                          |

## 2003 Santo Domingo (Dominikanische Republik)
| Ausgabeland             | Michel-Nr. | Bemerkungen |
| ----------------------- | ---------- | ----------- |
| Dominikanische Republik | 2061–2063  |             |
| Kuba                    | 4526–4529  |             |

## 2007 Rio de Janeiro (Brasilien)
| Ausgabeland             | Michel-Nr.            | Bemerkungen |
| ----------------------- | --------------------- | --- |
| Brasilien               | 3448, 3470–3474, 3502 | Die Marken 3448 und 3470–3474 waren selbstklebend, die Marke 3502 wurde zusammenhängend mit einem persönlich gestaltbaren Zierfeld im Kleinbogen herausgegeben. Die Marke 3448 erschien schon im Jahr 2006. |
| Dominikanische Republik | 2105/2106             | |
| Ecuador                 | 3073–3077             | waagerecht zusammenhängend gedruckt |
| Kolumbien               | 2471                  | als Kleinbogen zu acht Marken |
| Kuba                    | 4950–4955, Block 228  | |

## 2011 Guadelajara (Mexiko)
| Ausgabeland | Michel-Nr. | Bemerkungen                         |
| ----------- | ---------- | ----------------------------------- |
| Mexiko      | 3671–3673  | waagerecht zusammenhängend gedruckt |
| Ecuador     | 3359–3363  | waagerecht zusammenhängend gedruckt |
| Kolumbien   | 2742       | als Kleinbogen zu 15 Marken         |

## 2015 Toronto (Kanada)
keine Ausgaben

## 2019 Lima (Peru)
| Ausgabeland | Michel-Nr. | Bemerkungen |
| ----------- | ---------- | --- |
| Peru        | 2874/2875  | Zwei Briefmarken waagerecht zusammenhängend gedruckt, die Marken bedachten auch die Parapanamerikanischen Spiele. |

## 2023 Santiago de Chile (Chile)
| Ausgabeland | Michel-Nr. | Bemerkungen |
| ----------- | ---------- | --- |
| Chile       | N. N.      | Zwei Briefmarken, als Viererblock schachbrettartig zusammengedruckt, die Marken bedachten auch die Parapanamerikanischen Spiele. |

## Quelle
- Michel-Kataloge: Nordamerika, Mittelamerika, Karibische Inseln, Südamerika